# Herman Schoordijk
Hermanus Cornelis Franciscus Schoordijk (Amsterdam, 2 december 1926 – Goirle, 5 juli 2018) was een Nederlands jurist en hoogleraar.

## Biografie
Schoordijk promoveerde in 1958 cum laude aan de Universiteit van Amsterdam op het proefschrift Beschouwingen over drie-partijen-verhoudingen van obligatoire aard met als promotor Jannes Eggens (1891-1964). Een jaar later zond hij Het eigendomsvoorbehoud door een verkoper van roerende zaken en de eigendomsoverdracht tot zekerheid : de sociaaleconomische en de rechtskundige betekenis van beide rechtsinstituten onderling geassocieerd beschouwd in voor een prijsvraag van de Vereniging Handelsrecht. In 1964 kreeg hij een onderwijsopdracht burgerlijk recht aan de UvA welke hij tot 1967 vervulde. In 1964 werd hij tevens benoemd tot hoogleraar burgerlijk en handelsrecht aan de Katholieke Hogeschool Tilburg (later de Katholieke Universiteit Brabant) waar hij een van de grondleggers was van de rechtsfaculteit, en waar hij in 1991 met emeritaat ging. In 1970 werkte hij mee aan een afscheidsbundel voor Julius Marie Pieters die toen afscheid nam van de Katholieke Hogeschool Tilburg. In datzelfde jaar werkte hij mee aan Honderd jaar rechtsleven. De Nederlandse Juristen-Vereniging, 1870-1970. In 1978 werkte hij mee aan de bundel Macht en onmacht van de wetgever. Opstellen uitgegeven ter gelegenheid van het 50-jarig bestaan van de Katholieke Hogeschool en het 15-jarig bestaan van de Faculteit der rechtsgeleerdheid te Tilburg. In 1981 werkte hij mee aan een herdenkingsboek voor de Tilburgse pater en rechtsfilosoof Jan H. Wieland (Hermeneutiek, recht, wetenschap). Van 1978 tot 1987 was hij onbezoldigd hoogleraar Anglo-Amerikaans privaatrecht aan de UvA. Van 1995 tot 1997 was hij bijzonder hoogleraar Bijzondere aspecten van het privaatrecht aan de UvA vanwege de Marcel Henri Bregstein Stichting. In dat laatste jaar ging hij definitief met emeritaat maar hij bleef nog publiceren tot 2014.
In 1991 werd in Tilburg het Instituut voor Grondslagenonderzoek en Rechtsvergelijking opgericht dat na diens afscheid van de universiteit werd omgedoopt tot het Schoordijk Instituut; het werd na een bestuurshervorming in 2008 opgeheven.
In de loop der jaren schreef Schoordijk enige in memoriams, waaronder die van bijvoorbeeld  Adriaan Pitlo (1901-1987). In 1998 bezorgde hij mede over zijn promotor Eggens bundel. Een selectie uit het werk van Jannes Eggens. Hij publiceerde honderden artikelen waarvan een selectie in 1991 verscheen. Ter gelegenheid van zijn 80e verjaardag verscheen opnieuw een bundel opstellen. Bij die gelegenheid werd ook een symposium gehouden door de Koninklijke Notariële Beroepsorganisatie waarna de bundel Vermogensrechtelijke thema's verscheen. Schoordijk gold als een juridisch generalist en een rechterlijk activist, hetgeen betekende dat de magistratuur in dienst moest staan van de samenleving.
In 2010 hield hij zich juridisch bezig met de zaak-Jacques Goudstikker en het werk van de Restitutiecommissie.
Schoordijk was sinds 1982 lid van de Koninklijke Nederlandse Akademie van Wetenschappen en Ridder in de Orde van de Nederlandse Leeuw. Hij overleed in 2018 op 91-jarige leeftijd.